# Nuevo y Raro
Nuevo y Raro es un álbum no oficial de la cantautora mexicana Julieta Venegas, lanzado en el 2008. El álbum contiene canciones raras e inéditas que ha grabado Julieta Venegas, tanto soundtracks para películas como canciones homenaje para otros artistas, así como otras versiones de sus canciones ya conocidas.

## Lista de canciones
| #   | Título                          | Tiempo |
| --- | ------------------------------- | ------ |
| 1.  | "Algo fue mío"                  | 3:54   |
| 2.  | "Miel con veneno"               | 3:40   |
| 3.  | "No somos de aquí"              | 3:57   |
| 4.  | "Mi principio"                  | 3:37   |
| 5.  | "Oleada" (Ft Coti Sorokin)      | 3:22   |
| 6.  | "Disco eterno"                  | 4:09   |
| 7.  | "Todo es mentira" (Ft Fangoria) | 3:07   |
| 8.  | "Gol" (Ft Anita Tijoux)         | 3:12   |
| 9.  | "Pa bailar" (Ft Bajofondo)      | 3:36   |
| 10. | "Perfecta" (Ft Miranda)         | 3:45   |
| 11. | "Corre, dijo la tortuga"        | 4:28   |
| 12. | "A callarse"                    | 3:43   |
| 13. | "Luna de miel"                  | 3:27   |
| 14. | "Música de automóvil"           | 2:49   |
| 15. | "El sueño del caimán"           | 3:41   |
| 16. | "100 años de la abuela"         | 6:57   |
| 17. | "El presente"                   | 3:52   |